# Папазоглу, Никос
Никос Папазоглу (греч. Νίκος Παπάζογλου, 20 марта 1948 Салоники — 17 апреля 2011, Салоники) — греческий музыкант, поэт-песенник и музыкальный продюсер.

## Биография
Никос Папазоглу родился в 1948 году в Салониках, в районе Тумба. Уже в 1965 году с собственными песнями принял участие в песенном конкурсе в Салониках вместе с группой «Olympians». В конце 1960-х годах он начал играть в местных музыкальных группах. В 1972 вместе с группой Ζηλωτής он переехал в Аахен, Германия, надеясь там завоевать расположение слушателей и получить международную известность. Группа записала несколько песен в Милане, однако вскоре вернулась в Грецию.
В 1976 композитор Дионисис Саввопулос пригласил его к сотрудничеству в «Ахарнянах», цикле песен и сценических действий, основанных на древней комедии Аристофана. Там Никос Папазоглу познакомился с Никосом Ксидакисом и Манолисом Расулисом. С последними двумя в 1978 он создал пластинку «Εκδίκηση της γυφτιάς» (рус. Месть цыган), которая получила высокие оценки критиков. Позднее сотрудничал с Ксидакисом и Расулисом в «Τα δήθεν» (Предполагаемое).
В 1984 году сам организовал концертный тур для своей группы «Λοξή φάλαγγα», после которого группа получила большую популярность, в том числе в Северной Европе и Америке. Сам Никос Папазоглу стал кумиром современного поколения.
Наиболее известные песни Никоса Папазоглу: «Κανείς εδώ δεν τραγουδά», «Αχ Ελλάδα», «Αύγουστος», «Οι μάγκες δεν υπάρχουν πια» и «Υδροχόος», а также многие другие, ставшие греческими и международными хитами. Многие из его песен записаны как к кавер-версии другими греческими и иностранными певцами.
До конца жизни Никос Папазоглу жил в Салониках с женой и детьми. Умер в возрасте 63 лет 17 апреля 2011 после нескольких лет борьбы с раком. Предлагается назвать в честь Папазоглу улицу в Салониках. Также мэр города Яннис Бутарис предложил присвоить его имя художественному центру «Тумба» или консерватории Салоник.

## Дискография
- Η εκδίκηση της γυφτιάς (1978)
- Τα δήθεν (1979)
- Χαράτσι (1984)
- Μέσω Νεφών (1986)
- Σύνεργα (1990)
- Επιτόπιος ηχογράφησις στο θέατρο του Λυκαβηττού (1991)
- Όταν κινδυνεύεις παίξε την πουρούδα (1995)
- Μά'ισσα Σελήνη (2005)